# 建築工事
建築工事（けんちくこうじ、英語: building construction）とは、総合的な企画、指導、調整のもとに建築物を建設する工事で、建築確認を必要とする建築の新築工事、増築工事、改築工事等を遂行する。
日本においては建設業法による建設工事28業種の一つに建築一式工事（けんちくいっしきこうじ）がある。
国土交通省総合政策局の建設工事受注動態統計調査で、
Ⅱ．公共機関からの受注工事（1件500万円以上の工事）の分類では建築に関して以下の通りの項目がある。 7 教育・病院 8 住宅・宿舎 9 庁舎 10 再開発 11 土地造成 12 鉄道・軌道 13 郵便
Ⅲ．民間等からの受注工事 の分類では「建築・建築設備工事」とし、以下の通りとしている。
1. 住宅
2. 事務所
3. 店舗
4. 工場・発電所
5. 倉庫・流通施設
6. 教育・研究・文化施設
7. 医療・福祉施設
8. 宿泊施設
9. 娯楽施設
10. その他の建築工事